# Pavillon Joseph-Armand Bombardier
 (septembre 2016).
Améliorez-le ou discutez des points à vérifier. 
Deux établissements sont logés dans le Pavillon Joseph-Armand Bombardier soit l'École polytechnique de Montréal (situé à gauche) et l’université de Montréal (dont le pavillon principal est à droite). Chimistes, physiciens et ingénieurs partagent ses locaux afin de contribuer à la recherche dans le secteur de la nanotechnologie, la biotechnologie, l’aéronautique, l’aérospatiale et les matériaux nouveaux. Puisque c’est un bâtiment à priorité institutionnelle, la priorité est aux étudiants de formation aux cycles supérieurs. Ainsi, les étudiants de la maîtrise et du doctorat sont directement en contact avec les chercheurs.  
Plus précisément, la mission du pavillon est de « favoriser la formation des chercheurs, le développement, l’application et la diffusion des connaissances acquises et l’établissement de partenariat. »

## L’extérieur
Le pavillon Joseph-Armand-Bombardier a été conçu par un consortium d’architectes, soit Provencher Roy (en), Desnoyers Mercure et associés ainsi que Menkès Shooner Dagenais. Leur but premier, quant à la façade du bâtiment, fut d’harmoniser l’ensemble des bâtiments du campus, malgré le siècle qui sépare la construction de ceux-ci. Cette attention sensible se fait ressentir par la hauteur de l’institution, soit de 5 étages ainsi que par la couleur de la brique.

## L’intérieur
Comparativement à l’extérieur, une certaine ouverture vers la nouveauté a été créée à l’intérieur.  Cette actualisation fait surface à travers les matériaux utilisés, la position suspendue des passerelles, les couloirs ouverts sur l’intérieur.
De plus, les architectes ont tenté d’intégrer l’extérieur à l’intérieur.  De cette manière, huit jardins ont été aménagés, ainsi qu’un atrium sur la hauteur totale du bâtiment.  
D’une superficie brute de 16 800 m2 (cette surface ne considère pas les deux étages de stationnement intérieur), 75 % de l’espace, soit 12 600 m2, est consacré aux laboratoires et 25 %, soit 4 200 m2, aux bureaux et aux locaux publics.

## Les investissements
L’Université de Montréal et l’École Polytechnique ont tous les deux contribué au financement du projet en investissant chacun 11 800 000 $.  Quant au Gouvernement du Québec et au Gouvernement du Canada, chacun a introduit 10 000 000 $.  Pour ce qui est des autres frais, ils sont répartis entre la Fondation canadienne de l’innovation, la Fondation J. Armand Bombardier, la Succession J. A. DeSève et d’autres revenus.  Les montants financés sont de, respectivement, 8 000 000 $, 5 000 000 $, 3 000 000 $ et 900 000 $.  Pour un grand total de 61 M$.  
L’élaboration du concept du Pavillon Joseph-Armand-Bombardier a débuté en août 2001.  Le 6 mai 2002, la première pelletée est effectuée sur le terrain de l’éventuel édifice.  Le 16 avril 2004, les travaux se terminent, dans les délais prévus.

## Prix
Avant même le début de la construction du pavillon, la revue Canadian architect a remis l’un des cinq Prix d’Excellence 2002 au projet développé pour le Pavillon J.-A.-Bombardier.  Les juges ont pris en compte le côté novateur du concept ainsi que la qualité du projet. 102 projets avaient été soumis au concours, et le Pavillon J.-A.-Bombardier fut la seule réalisation québécoise retenue. Voici ce qu’en dit l’architecte Thomas Fischer, l’un des trois jury : 

« Ce qui m’impressionne le plus, c’est la façon dont le laboratoire exprime, à la fois dans les plans et les élévations, les espaces sociaux où s’exercera, sous différentes formes, la véritable science. L’espace entre les bureaux et les laboratoires, chacun avec ses propres élévations, traduit de la même façon distincte entre les aspects solitaire et collectif de la science. »